# Jobpatruljen
Jobpatruljen er navnet på en årlig indsats indenfor unges ansættelsesvilkår og arbejdsmiljø.
Ordningen blev etableret i 1979, da der dengang var store problemer med at unge mennesker i fritidsjob ikke blev behandlet på en anstændig måde. Den er siden da vokset støt i omfang og i 2012 besøgte ca. 250 frivillige 10.000 virksomheder i løbet af sommerferieperioden.
I dag kører Jobpatruljen hvert år i hele landet. Det er unge fagligt aktive, der er hovedaktørerene. De bliver uddannet op til afholdelsen, og sat ind i de mest basale regler vedrørende reglerne for unges arbejde. Derefter tager de personligt ud til virksomheder, hvor unge er ansat og kontrollerer at overenskomster, arbejdsmiljøloven m.m. bliver overholdt, og at de unge trives på arbejdspladsen. Jobpatruljen er en oplysningskampagne og har ikke mandat til selv at forfølge eventuelle overtrædelser. 
Jobpatruljens resultater giver hvert år anledning til en række nyhedshistorier. Den årlige evalueringsrapport kan således påvise udviklingen i de unges arbjedsforhold. Den har over tid afsløret, at unge generelt har dårligere arbejdsvilkår end de ældre generationer. De mest normale faldgruber for de unges arbejdsgivere er at lade dem arbejde for længe, lade dem bære for meget og undlade at give dem deres rettigheder i forbindelse med sygdom. Evalueringsrapporten fra 2012 viser at reglerne bliver brudt i næsten halvdelen af alle unges ansættelsforhold. 
I 2012 overtog 3F og HK/Danmark ansvaret for Jobpatruljen, da LO i forbindelse med en sparerunde ikke længere havde midler til at viderefører indsatsen i eget regi. Selve kampagnen ændrede sig ikke meget i forbindelse med overdragelsen. 